# گنداب، اسماعیل‌لی
گنداب، اسماعیل‌لی (به ترکی آذربایجانی: Gəndov) یک منطقهٔ مسکونی در جمهوری آذربایجان است که در Qaraqaya واقع شده‌است.